# Doria (cognome)
Doria è un cognome di lingua italiana.

## Varianti
D'Auria, D'Oria, D'Oro, Dauria, Dori, Dorio, Doro, Oria.

## Origine e diffusione
Cognome tipicamente settentrionale, è presente prevalentemente in Veneto e Liguria.
Potrebbe derivare dal prenome Auria, variante del prenome Aurea; è quindi affine al cognome Aurelio.
Le varianti D'Auria e Dauria sono campane.

## Persone
- Giorgio Doria, cardinale e arcivescovo cattolico italiano (Genova, n.1708 - Roma, † 1759)
- Giovanni Doria, cardinale e arcivescovo cattolico italiano (Genova, n.1573 - Palermo, † 1642)
- Girolamo Doria, cardinale italiano (Genova, n.1495 - Genova, † 1558)
- Sinibaldo Doria, cardinale e arcivescovo cattolico italiano (Genova, n.1664 - Benevento, † 1733)